# Затовский, Николай Васильевич
Николай Васильевич Затовский (13 декабря 1919, Умань Киевской губернии — 10 апреля 2014, Саяногорск) — строитель гидроэлектростанций, лауреат Государственной премии СССР.

## Биография
Родился в семье педагогов. В 1938 г. с отличием окончил школу в Днепропетровске и поступил в Московский энергетический институт. Во время войны учился заочно и работал дежурным техником в Лениногорске на Ульбинской ГЭС.
В 1943 окончил МЭИ по специальности инженер-электроэнергетик и был направлен в Спецконтору № 2 Наркомата электростанций СССР. В этой организации, которая позже была переименована во Всесоюзный трест «Спецгидроэнергомонтаж», работал до 1997 года.
В качестве техника, главного инженера и начальника монтажных участков участвовал в строительстве 25 гидроэлектростанций, в том числе в Бразилии.
Руководил установкой гидроагрегатов Братской, Усть-Илимской, Красноярской, Саяно-Шушенской, Колымской, Майнской, Зейской и многих других ГЭС.
В 1969 году на Красноярской ГЭС сотрудники Братского монтажного управления Всесоюзного треста «Спецгидроэнергомонтаж» под руководством Затовского в девятимесячный строк ввели в строй гидроагрегаты суммарной мощностью 2 миллиона киловатт. Это достижение занесено в книгу рекордов Гиннеса.
В 1967 году Затовский стал лауреатом Государственной премии СССР за создание сверхмощных радиально-осевых турбин Братской ГЭС.

## Заслуги
- Награды: два ордена Ленина, ордена Трудового Красного Знамени, «Знак Почета», девять медалей.
- Звания: Заслуженный строитель РСФСР, Почётный энергетик СССР.